# Kurarua minor
Kurarua minor là một loài bọ cánh cứng trong họ Cerambycidae.